# Rokas Pukštas
Rokas Pukštas (ur. 25 sierpnia 2004 w Stillwater) – amerykański piłkarz pochodzenia litewskiego występujący na pozycji ofensywnego pomocnika, od 2022 roku zawodnik chorwackiego Hajduka Split.
Jego rodzice pochodzą z Litwy. Jego ojciec Mindaugas Pukštas był maratończykiem i reprezentował Litwę na igrzyskach olimpijskich w Atenach.